# DSMAC
DSMAC(Digital Scene-Mapping Area Correlator, 디지털영상대조항법)은 최근의 순항 미사일에 사용되는 항법 방식이다. TERCOM(지형대조항법)은 CEP 30m, DSMAC(영상대조)는 CEP 3m의 정확도를 갖는다. 요즘에는, TERCOM(지형대조)과 DSMAC(영상대조)을 함께 재래식 정밀유도 미사일의 종말유도시스템으로 사용한다.

## 설명
초기의 순항 미사일은 정찰위성이 촬영한 사진을 저장하지 않고, 정찰기가 촬영한 사진을 미사일에 저장하여, 짧은 시간 간격으로 다음 사진을 선택하여, 그 사진과 미사일 하부에 돌출된 카메라가 촬영하는 영상과 대조하였다. 그러나 비교속도가 매우 느려서, 실전에 사용되지 않았다. 대신에 TERCOM(지형대조항법)이 사용되었다.
1950년대에 이러한 영상대조방식이 개발되었으나, 당시엔 너무 느려서 TERCOM만이 사용되었다가, 컴퓨터 메모리와 CPU의 큰 발전에 힘입어, 1980년대부터 CCD 카메라로 찍은 방대한 디지털 영상정보를 미사일 컴퓨터의 대용량 메모리에 저장하여, 이를 미사일 외부에 달린 카메라로 찍은 영상과 대조하는 DSMAC이 채택되었다.
DSMAC는 종종 TERCOM과 함께 재래식 정밀유도 미사일의 종말유도시스템으로 사용된다.